# Sastra costatipennis
Sastra costatipennis es una especie de insecto coleóptero de la familia Chrysomelidae. Fue descrita científicamente en 1886 por Jacoby.